# Atractus darienensis
Espèce
Statut de conservation UICN

 DD  : Données insuffisantes
Atractus darienensis  est une espèce de serpents de la famille des Dipsadidae.

## Répartition
Cette espèce est endémique de la province de Darién au Panama. Elle se rencontre  dans la Serranía de Pirre, à 500 m d'altitude.

## Description
L'holotype de Atractus darienensis mesure 346 mm dont 33 mm pour la queue. Cette espèce a le dos brun roux sombre avec des taches noires assez peu visibles en raison de la brillance des écailles. Sa face ventrale est jaune pâle. Son iris est rouge.

## Étymologie
Son nom d'espèce, composé de darien et du suffixe latin -ensis, « qui vit dans, qui habite », lui a été donné en référence au lieu de sa découverte.

## Publication originale
- Myers, 2003 : Rare Snakes—Five New Species from Eastern Panama: Reviews of Northern Atractus and Southern Geophis (Colubridae: Dipsadinae). American Museum Novitates, no 3391, p. 1-47 (texte intégral).